# مفتاح الجنات
مفتاح الجنات هو كتاب من تأليف محسن الأمين العاملي ، فيه كل ما يحتاجه ،الداعي ،والمتعبد ،والزائر ، والمتهجد ، وطالب الحاجة ، والمستعيذ ، والمستشفي ، من الأدعية ، والصلوات ، والزيارات ،والأوراد والأذكار ،والأحراز ،والعوذ ،وأدعية العلل ، والأمراض ، والمنافع والخواص ،وجميع أعمال السنة وشهورها ،وأسابيعها ،ولياليها وأيامها ،وساعاتها ،مما لم يجتمع في غيره ، مما ألف في هذا المعنى .وهو من أهم كتب الأدعية ، عند اتباع مدرسة أهل البيت (عليهم السلام) والذي جمع فيه المصنف ،بعض الأدعية التي يُتعبد بها كدعاء كميل ودعاء الصباح ل علي بن أبي طالب والمناجيات الخمسة عشر ل علي زين العابدين (الإمام الرابع عند الشيعة)، كما يوجد في هذا الكتاب ، من الأدعية مالا يوجد في غيره من المصنفات في هذا المجال .
وكذلك حوى نصوص الزيارات للأئمة وأيضاً الأعمال التي يقوم بها الشخص في حال زيارة أحد الأماكن المقدسة، وأعمال الشهور وهي الأعمال التعبدية الخاصة بكل شهر هجري والأيام الهامة في هذا الشهر والعبادات التي ينبغي على الشيعي عملها.